# 李森佳
李森佳（1938年—2017年9月15日），臺灣高雄岡山人，加入慈濟在各地作義診，至肺腺癌末期依然行醫，其故事改編為大愛電視劇大愛劇場《生命桃花源》。

## 生平
李森佳出生於高雄岡山，原籍於田寮區田寮里，父母搬至旗山區溪洲里種植香蕉，排行為長子，因入學年齡正逢高雄大空襲故延滯九歲才讀國小。
國小三年級時，成績優秀的李森佳代表學校招募新生，在學區遊說家長讓孩子唸書，該年多了八名學生上學，其中包含他未來的妻子呂鶴。日後他考上國防醫學院，1975年軍醫退伍後回岡山鎮開業，女兒李孟玲也成了醫生。
李森佳開設的李大安診所，讓病人有需求，任何時間都可以來看病，若病人行動不便，就親自前去往診。因妻子是慈濟功德會委員，有時需要醫療服務的活動，他會一起到場幫忙。後來與弟弟李晉三合作成立晉安醫院，有提供急診醫療。因李森佳不適應大醫院，先行退出，十幾年後醫院轉手，兄弟曾產生鴻溝。
南部慈濟醫事人員聯誼會成立後，李森佳每個月隨著他們到處義診。如1994年8月，颱風弗雷特期間，他與中醫師陳神發在岡山義診，吸引不少災民前來看病。2009年，李森佳隨南部醫事人員聯誼會到花蓮縣玉里鎮玉里慈濟醫院，聽聞年輕醫生到東臺灣意願不高，院內一直缺少外科醫師，就自願來此服務，再每周開車回家。李晉三也受兄長感招，於2011年加入玉里慈濟醫院。年底，李森佳發現罹患肺腺癌第四期，但仍行醫，將醫療服務從玉里慈濟醫院延伸至社區。
2015年11月9日，李森佳受花蓮縣政府表揚。2017年5月，他才因受病情影響停止看診，返回崗山休養，養病期間仍掛心玉里的關懷個案。
為了完成李森佳醫師的心願，慈濟於2017年7月6日啟動圓夢計畫，替李醫師前往探訪他一直掛心的老病人與老朋友。該月23日，高雄區人醫會在高雄靜思堂靜思書軒為八十歲的李森佳舉辦祝福會。次月16日，描寫李森佳故事的《生命桃花源》在大愛劇場播出。2017年9月14日，播出最後一集後，次日早上七點許，故事主角於高雄市立岡山醫院捨報，遺願是作無語良師。